# Palatul Ministerului de Interne
Palatul Ministerului de Interne (fostul sediu al Comitetului Central al PCR, numit și „Palatul Senatului” după evenimentele din 1989) este o construcție din Piața Revoluției din București. Denumirea istorică a clădirii este „Palatul Ministerului de Interne” (nu „Palatul Ministerului Afacerilor Interne”, cum se numește instituția găzduită în prezent).
Istoria palatului începe în 1912, odată cu mărirea aparatului administrativ al Ministerului de Interne. Ministrul Alexandru Marghiloman cerea un raport al capacității necesare unui sediu care să cuprindă Administrația Centrală, Inspectoratul General al Jandarmeriei Rurale, Consiliul Administrativ Permanent, Direcțiile Generale ale Serviciului Sanitar și al Închisorilor.
În 1927 ministrul Octavian Goga desemna pe arhitecții Horia și 
Lucia Creangă să se ocupe de planurile clădirii, iar peste alți 11 ani, la 4 iulie 1938, Carol al II–lea a emis Decretul Lege nr. 2397 pentru autorizarea construirii „Palatul Ministerului de Interne”. Tot în anul 1938, a fost desemnat arhitectul-șef al Serviciului de Arhitectură din Ministerul de Interne, Paul Smărăndescu pentru întocmirea planurilor, deciziilor, caietelor de sarcini și pentru conducerea tehnică a lucrărilor imobilului proiectat pentru Ministerului de Interne, sens în care efectuează documentarea necesară la Berlin și Bratislava.. În 1939 Ministerul de Interne a depus la Casa de Depuneri suma de 20.690.000 de lei pentru teren și construcție.
Lucrările au stagnat din cauza războiului, palatul fiind terminat sub coordonarea inginerului Emil Prager și dat în folosința Ministerului în 1950, urmând ca din 1958 să adăpostească Comitetul Central al Partidului Comunist Român.
După Revoluția din 1989 a devenit sediul Senatului până la mutarea acestuia în Palatul Parlamentului, în 2004. 
Din 2006 edificiul adăpostește birourile Ministerului de Interne. În corpurile laterale se află sediile Ministerului Sănătății (dreapta) și al Muncii (stânga).
Clădirea are o însemnătate istorică aparte, de la balconul de deasupra intrării a ținut Nicolae Ceaușescu, liderul comunist al României, ultimul discurs pe 21 decembrie 1989, în încercarea de a potoli populația în urma agitațiilor de la Timișoara, iar a doua zi de pe acoperișul acestei clădiri a decolat elicopterul cu soții Ceaușescu, încercând sa fugă de efectele revoltei care începuse.